# مهاد

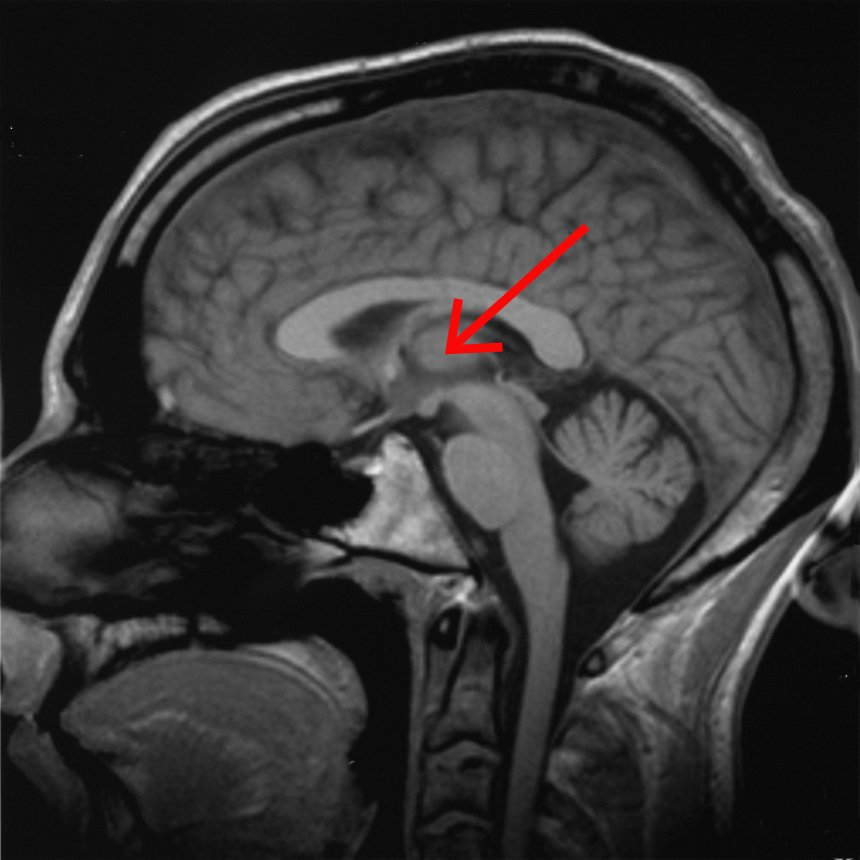
مقطع طوليّ للدماغ البشري المُصوَّر بالرنين المغناطيسي، السهم يشير إلى المهاد

المِهاد أو الثلاموس (باللاتينية: Thalamus)، وهي كلمة إغريقيّة تعني الحُجرة. المهاد هي كتلة كبيرة في المادة الرّماديّة في الجزء الظّهريّ للدّماغ البينيّ، والذي هو جزء من الدماغ. وظائفه هي: إعادة بث الإشارات الحسّيّة، مثل: نقل الإشارات الحركيّة إلى القشرة المخّيّة، وتنظيم الوعي والنّوم واليقظة.
المهاد هو الجزء الأكبر من الدماغ البيني يقع على جانبي البطين الثالث بصورة جسمين ذوي شكل بيضوي. يقع المهاد فوق الوطاء (تحت المهاد) بجانب وسط نصف كرتي المخ. يعمل كمحطة توصيل بين كثير من المعلومات التي تدخل قشرة المخ وتخرج منها.
يقع المهاد في المنطقة الوسطى بين النّصفين المتساويين للدّماغ؛ بين القشرة المخّيّة والدّماغ المتوسّط.
المهاد هو المسؤول الرّئيس عن إنتاج الدّماغ البينيّ الجنينيّ، كما أشار عالم التّشريح فيلهلم له في عام 1893.

## تشريحيًا
المهاد هو بنية مزدوجة من المادة الرمادية توجد في الدماغ الأمامي، الذي يقع فوق الدماغ المتوسط، بالقرب من مركز الدماغ، مع ألياف عصبية تتجه إلى جميع مناطق القشرة الدماغية. يشكل السطح الأنسي للمهاد الجزء العلوي من الجدار الجانبي للبطين الثالث، ويتصل بالسطح المقابل للمهاد المقابل بواسطة شريط رمادي مسطح، يُسمى الصوار بين المهادَين (أو الالتصاقة بين المهادين). الجزء الوحشي من المهاد هو بشكل نسبي، آخر أجزاء المهاد تطورًا (بحسب دراسات علم الوراثة العرقية)، ويتضمن النوى الجانبية، والنواة اللبنية والوسطى والنواة الركبية الوحشية. توجد مناطق من المادة البيضاء في المهاد بما في ذلك المنطقة الطبقية التي تغطي السطح الظهري والصفيحة النخاعية الخارجية والداخلية. تغطي الصفيحة الخارجية السطح الجانبي وتقسم الصفيحة الداخلية النوى إلى مجموعات أمامية ووسطى وجانبية.

### التروية الدموية
يصل الدم إلى المهاد عبر عدد من الشرايين: الشريان القطبي (الشريان المخي الموصل الخلفي)، والشرايين تحت المهاد، والشرايين الجانبية السفلية (الإنسية والجانبية) والشرايين المشيمية. كل الشرايين المذكورة فروع من الشريان الدماغي الخلفي.
يمتلك بعض الأشخاص شريان بيرشيرون، وهو اختلاف تشريحي نادر ينشأ فيه جذع شرياني واحد من الشريان الدماغي الخلفي لتزويد المهادَين.

### النوى المهادية
تشتمل البنى التي نتجت عن تطور الدماغ البيني على فوق المهاد (بشكل أساسي العنان ومرفقاته) وتحت المهاد (أو البروتالاموس) الذي يحتوي على المنطقة العائرة والنواة الشبكية المهادية. نظرًا لاختلاف التطور الجنيني لمنطقتَي فوق المهاد وتحت المهاد، يمكن تمييزهما بوضوح عن المهاد السليم. يتكون المهاد التالي من النوى الركبية الجانبية والوسطى.
يتكون المهاد من نظام من الصفائح (مكون من ألياف المحاوير المغمدة بالميالين)، الذي يفصل أجزاء المهاد المختلفة. تُحدد المناطق الأخرى من خلال مجموعات متميزة من الخلايا العصبية، مثل النواة المحيطة بالبطين، والعناصر داخل الصفيحة، و«النواة المحدودة»، وغيرها. تختلف هذه البُنى العصبية في هيكلها عن الجزء الرئيسي من المهاد، وجُمعت كلها في بنية سميت الألوثلاموس على عكس الإسثلاموس (سرير المخ أو أي مصطلح آخر يصف المهاد). يبسّط هذا التمييز الوصف العالمي للمهاد.

### الارتباطات
يحتوي المهاد على العديد من الروابط مع الحُصين عبر السبيل المهادي الحلمي، ويشتمل هذا السبيل على الجسمَين الحلميَين والقبو.
يتصل المهاد بالقشرة الدماغية عن طريق الارتباطات المهادية القشرية شعاعية الشكل.
السبيل النخاعي المهادي هو مسار حسي ينشأ في الحبل الشوكي. ينقل المعلومات عن الألم ودرجة الحرارة والحكة واللمس إلى المهاد. يُقسم السبيل إلى جزئين رئيسيين: السبيل الفقري الجانبي، الذي ينقل الألم ودرجة الحرارة، والسبيل الفقري الأمامي (أو البطني)، الذي ينقل اللمس والضغط.

## الوظيفة
للمهاد وظائف متعددة، يعتقد عمومًا أنه يعمل كمركز توزيع، أو محطة توزع المعلومات بين المناطق القشرية المختلفة والقشرة الدماغية. بشكل خاص، يشتمل كل نظام حسي (باستثناء نظام حاسة الشم) على نواة مهادية تستقبل الإشارات الحسية وترسلها إلى المنطقة القشرية الأولية الخاصة بها. بالنسبة للنظام البصري مثلًا، تنتقل المعلومات البصرية من الشبكية إلى النواة الركبية الجانبية للمهاد، والتي بدورها تتجه إلى القشرة البصرية في الفص القذالي. يُعتقد أن المهاد يعالج المعلومات الحسية من ثم يوزعها، إذ تتلقى كل منطقة من مناطق التوزيع الحسي الأولية أليافًا كثيفة من القشرة الدماغية. وبالمثل، تعمل النواة الركبية الإنسية كمرحلة سمعية رئيسية تمر عبرها الألياف السمعية بين الأكيمة السفلية للدماغ المتوسط والقشرة السمعية الأولية.
يلعب المهاد أيضًا دورًا مهمًا في تنظيم حالات النوم واليقظة. تمتلك النوى المهادية روابط متبادلة قوية وكثيفة مع القشرة الدماغية، وترتبط الدوائر المهادية-القشرية-المهادية بالوعي. يلعب المهاد دورًا رئيسيًا في تنظيم الإثارة ومستوى الوعي والنشاط. قد يؤدي تلف المهاد إلى غيبوبة دائمة.
عُرف القليل عن دور المهاد والمناطق الأمامية من الكرة الشاحبة والمادة السوداء في اضطرابات نظام العقد القاعدية، وما تزال غير مفهومة بشكل جيد حتى الآن. يمكن تجاهل مساهمة المهاد في وظائف الدهليز تقريبًا. كان يُنظر إلى المهاد على أنه «موزع» يرسل الإشارات ببساطة إلى القشرة الدماغية. تشير الأبحاث الحديثة إلى أن وظيفة المهاد هي أكثر انتقائية. ترتبط العديد من الوظائف المختلفة بمناطق مختلفة من المهاد. بالنسبة للعديد من الأنظمة الحسية (باستثناء نظام حاسة الشم)، مثل الأنظمة السمعية والجسدية والحشوية والذوقية والبصرية، تسبب الآفات الموضعية في المهاد عجزًا حسيًا محددًا. يتمثل الدور الرئيسي للمهاد في دعم الأنظمة الحركية واللغوية. يرتبط المهاد وظيفيًا بالحصين كجزء من نظام الحصين الممتد في النواة الأمامية المهادية المسؤول عن الذاكرة المكانية والذاكرة الحسية. يوفر اتصال المنطقة المهادية بالفص الصدغي المتوسط تمايزًا بين أداء الذاكرة المسترجعة والألفة.
اقتُرح أن معالجة المعلومات العصبية اللازمة للتحكم الحركي تكون من خلال شبكة تتضمن المهاد كمركز حركي تحت قشري. من خلال البحث في تشريح أدمغة الرئيسيات، أشارت طبيعة الأنسجة المترابطة بين المخيخ والقشرة الحركية إلى أن المهاد يؤدي وظيفة رئيسية في توفير السبل من العقد القاعدية والمخيخ إلى مناطق القشرة الحركية. في استقصاء عن الاستجابة الحركية للرأرأة (أو حركة العين الرمشية) في ثلاثة قرود، وجد أن المناطق المهادية متورطة في توليد حركة العين الرمشية (أي القدرة على تثبيط حركة الاهتزاز الانعكاسية للعيون في اتجاه الحافز المقدم).

## الأهمية السريرية
قد يؤدي المهاد المتضرر من السكتة الدماغية إلى متلازمة الألم المهادي، والتي تتضمن إحساسًا بالحرق في جانب واحد أو إحساسًا مؤلمًا مصحوبًا بتقلبات مزاجية. قد يتسبب نقص التروية ثنائي الجانب في المنطقة التي يرويها الشريان المجاور للناصف في حدوث مشاكل خطيرة بما في ذلك الخرس غير الحركي، مع مشاكل في حركية العين، أو ما يُعرف بخلل نظم السبيل المهادي القشري. قد يؤدي انسداد شريان بيرشيرون إلى احتشاء المهاد ثنائي الجانب.
تنجم متلازمة كورساكوف الكحوليّة عن ضرر يصيب الجسم الحلمي، أو حُزمة السبيل الحلمي المهادي أو المهاد.
الأرق العائلي المميت هو مرض بريون وراثي يحدث فيه تنكس في المهاد، مما يؤدي إلى فقدان المريض تدريجيًا قدرته على النوم والتقدم إلى حالة من الأرق الكلي، مما يؤدي دائمًا إلى الموت. في المقابل، يمكن أن يؤدي تلف المهاد إلى غيبوبة.

## أقسام الجهاز العصبي المركزي

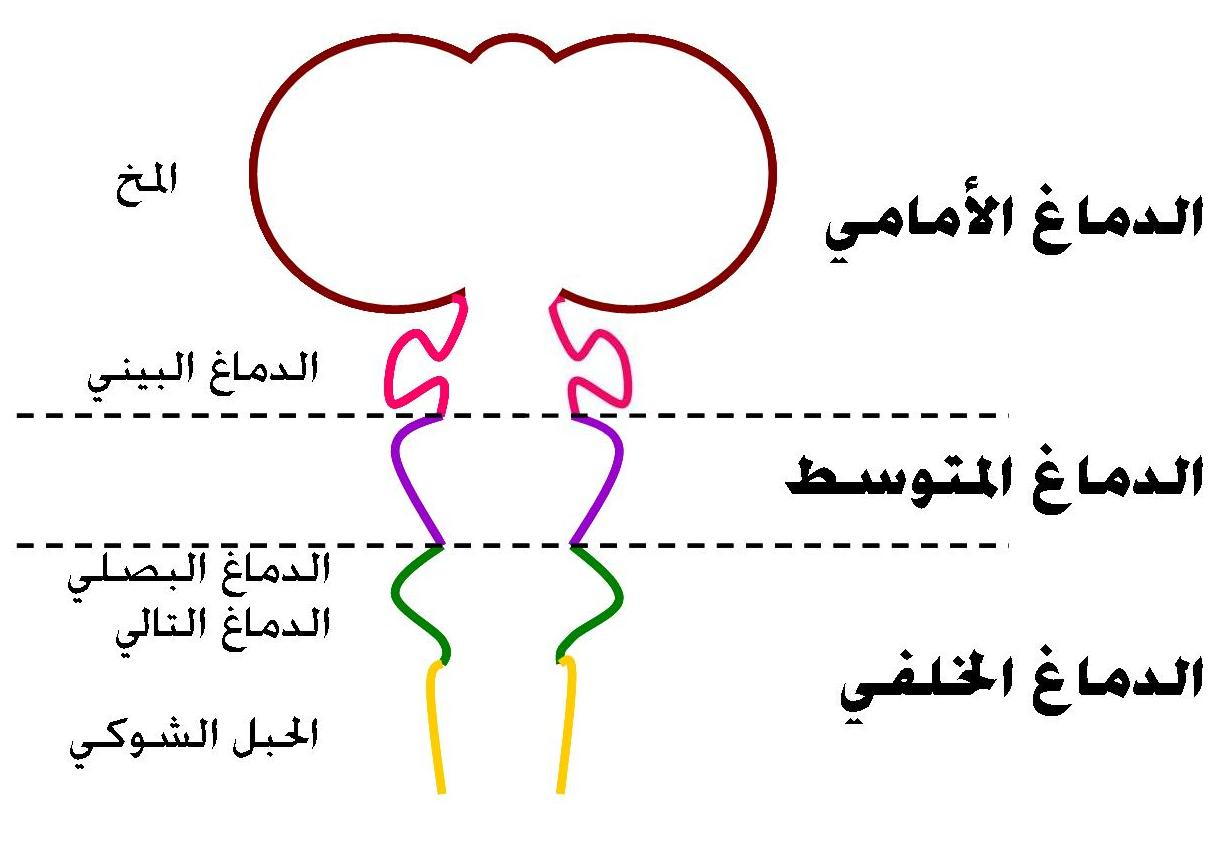
التكوين الجنيني للدماغ و يلاحظ الأقسام الرئيسية لدماغ الكائنات الفقارية

| جهاز عصبي مركزي | دماغ      | دماغ أمامي | الدماغ الانتهائي (المخ)                                                                  | دماغ شمي Rhinencephalon، أميغدالا = لوزة عصبية Amygdala، حصين، قشرة جديدة، بطينات جانبية                          | دماغ شمي Rhinencephalon، أميغدالا = لوزة عصبية Amygdala، حصين، قشرة جديدة، بطينات جانبية                          |
| جهاز عصبي مركزي | دماغ      | دماغ أمامي | دماغ بيني                                                                                | مهيد Epithalamus، مهاد ، الوطاء أو تحت المهاد , مهاد تحتاني Subthalamus، غدة نخامية ، غدة صنوبرية ، البطين الثالث | مهيد Epithalamus، مهاد ، الوطاء أو تحت المهاد , مهاد تحتاني Subthalamus، غدة نخامية ، غدة صنوبرية ، البطين الثالث |
| جهاز عصبي مركزي | دماغ      | دماغ متوسط | سقف (تشرح عصبي) Tectum، سويقة مخية Cerebral peduncle، برتيكتوم Pretectum، المسال الدماغي | سقف (تشرح عصبي) Tectum، سويقة مخية Cerebral peduncle، برتيكتوم Pretectum، المسال الدماغي                          | |
| جهاز عصبي مركزي | دماغ      | دماغ خلفي  | دماغ تالي                                                                                | المخيخ، الجسر | |
| جهاز عصبي مركزي | دماغ      | دماغ خلفي  | دماغ بصلي                                                                                | النخاع المستطيل                                                                                                   | |
| جهاز عصبي مركزي | نخاع شوكي |            |                                                                                          | | |